# Viriato de Lacerda
Viriato Sertório Pinto da Rocha Portugal Correia de Lacerda MPCG (Oeiras, Oeiras e São Julião da Barra, Forte de São Julião da Barra, 2 de Janeiro de 1887 - 8 de dezembro de 1917) foi um militar português.

## Biografia
Frequentou o Colégio Militar entre 1897 e 1906.
Morreu em combate no posto de Capitão na Serra de M'Kula na campanha da África Oriental Portuguesa contra os alemães durante a Primeira Grande Guerra. Foi promovido postumamente ao posto imediato de Major.
Foi condecorado postumamente com a Cruz de Guerra de 1.ª Classe por ações em África em 1916.
O seu nome perdura na toponímia portuguesa, em nomes de arruamentos.
Sobre o mesmo existe bastante bibliografia.